# Liste der Stolpersteine in Dülmen
Die Liste der Stolpersteine in Dülmen enthält alle Stolpersteine, die im Rahmen des gleichnamigen Kunst-Projekts von Gunter Demnig in Dülmen verlegt wurden. Mit ihnen soll an Opfer des Nationalsozialismus erinnert werden, die in Dülmen lebten und wirkten.
Das Projekt wurde 2005 durch ein Geschichtsprojekt der Klasse 10d Hermann-Leeser-Schule angestoßen. Auf der Webseite der Schule wird eine vollständige Liste der in Dülmen verlegten Steine mit Biografien gepflegt.

## Liste der Stolpersteine
| Adresse                  | Person(en)                     | Inschrift mit Ergänzungen                                                                                                | Verlegedatum  | Bild                                            | Anmerkung                                                                                                |
| ------------------------ | ------------------------------ | --- | ------------- | ----------------------------------------------- | --- |
| Borkener Straße 8 ·      | Karl Frankenberg               | Hier wohnte Karl Frankenberg Jg. 1889 deportiert 1941 Riga ermordet                                                      | 14. Okt. 2007 | Stolperstein für Karl Frankenberg               | |
| Borkener Straße 8 ·      | Kurt Frankenberg               | Hier wohnte Kurt Frankenberg Jg. 1918 Flucht 1939 Holland deportiert Riga ermordet                                       | 14. Okt. 2007 | Stolperstein für Kurt Frankenberg               | |
| Borkener Straße 8 ·      | Selma Frankenberg geb. Strauss | Hier wohnte Selma Frankenberg geb. Strauss Jg. 1885 deportiert 1941 Riga ermordet                                        | 14. Okt. 2007 | Stolperstein für Selma Frankenberg geb. Strauss | |
| Borkener Straße 8 ·      | Jakob Salomon                  | Hier wohnte Jakob Salomon Jg. 1883 21.9.1940 von Haus Kannen nach Wunstorf verlegt Psychiatrische Klinik ermordet in ??? | 14. Okt. 2007 | Stolperstein für Jakob Salomon                  | |
| Borkener Straße 8 ·      | Hans Salomon                   | Hier wohnte Hans Salomon Jg. 1911 Flucht 1939 Holland deportiert Auschwitz tot 23.8.1942                                 | 14. Okt. 2007 | Stolperstein für Hans Salomon                   | |
| Borkener Straße 8 ·      | Josef Salomon                  | Hier wohnte Josef Salomon Jg. 1878 deportiert 1941 Riga ermordet                                                         | 14. Okt. 2007 | Stolperstein für Josef Salomon                  | |
| Borkener Straße 8 ·      | Lina Salomon geb. Strauss      | Hier wohnte Lina Salomon geb. Strauss Jg. 1883 deportiert 1941 Riga ermordet                                             | 14. Okt. 2007 | Stolperstein für Lina Salomon geb. Strauss      | |
| Borkener Straße 17 ·     | Margarethe Wolff               | Hier wohnte Margarethe Wolff Jg. 1897 deportiert 1941 Riga Stutthof ermordet 28.12.1944                                  | 2. Juni 2008  | Stolperstein Margarethe Wolff                   | |
| Borkener Straße 17 ·     | Bertha Wolff                   | Hier wohnte Bertha Wolff Jg. 1894 deportiert 1941 Riga Stutthof ermordet 10.12.1944                                      | 2. Juni 2008  | Stolperstein Bertha Wolff                       | |
| Borkener Straße 17 ·     | Julia Wolff                    | Hier wohnte Julia Wolff Jg. 1892 deportiert 1941 Riga ermordet                                                           | 2. Juni 2008  | Stolperstein Julia Wolff                        | |
| Bült ·                   | Jenny Pins geb. Rosenstein     | Hier wohnte Jenny Pins geb. Rosenstein Jg. 1878 Flucht 1940 Uruguay überlebt                                             | 14. Okt. 2007 | Stolperstein für Jenny Pins geb. Rosenstein     | |
| Bült ·                   | Johanna Pins                   | Hier wohnte Johanna Pins Jg. 1906 Flucht 1940 Uruguay überlebt                                                           | 14. Okt. 2007 | Stolperstein für Jeohanna Pins                  | |
| Bült ·                   | Louis Pins                     | Hier wohnte Louis Pins Jg. 1874 verhaftet tot 12.6.1939 während Gestapohaft Hamburg                                      | 14. Okt. 2007 | Stolperstein für Louis Pins                     | |
| Coesfelder Straße 43 ·   | Sara Pins                      | Hier wohnte Sara Pins geb. Meyer Jg. 1870 deportiert 1942 Riga ermordet                                                  | 14. Okt. 2007 | Stolperstein für Sara Pins                      | |
| Coesfelder Straße 43 ·   | Hugo Pins                      | Hier wohnte Hugo Pins Jg. 1870 deportiert 1942 Minsk ermordet                                                            | 14. Okt. 2007 | Stolperstein für Hugo Pins                      | |
| Coesfelder Straße 43 ·   | Charlotte Pins                 | Hier wohnte Charlotte Pins Jg. 1901 deportiert 1941 Riga ermordet                                                        | 14. Okt. 2007 | Stolperstein für Charlotte Pins                 | |
| Kirchplatz, Rorup ·      | Julia Mendel geb. Heymann      | Hier wohnte Julia Mendel geb. Heymann Jg. 1882 deportiert 1942 Theresienstadt ermordet 1944 in Auschwitz                 | 20. Sep. 2011 | Stolperstein für Julia Mendel                   | |
| Kirchplatz, Rorup ·      | Sally Mendel                   | Hier wohnte Sally Mendel Jg. 1870 deportiert 1942 Theresienstadt ermordet 1944 in Auschwitz                              | 20. Sep. 2011 | Stolperstein für Sally Mendel                   | |
| Kreuzweg 133 ·           | Friederike Bendix              | Hier wohnte Friederike Bendix Jg. 1915 Flucht 1934 Holland 1942 deportiert Sobibor ermordet                              | 14. Okt. 2007 | Stolperstein für Friederike Bendix              | |
| Kreuzweg 133 ·           | Regina Bendix                  | Hier wohnte Regina Bendix geb. Lebenstein Jg. 1887 Flucht Holland 1942 deportiert ermordet                               | 14. Okt. 2007 | Stolperstein für Regina Bendix                  | |
| Kreuzweg 133 ·           | Bernhard Bendix                | Hier wohnte Bernhard Bendix Jg. 1917 Flucht Südafrika überlebt                                                           | 14. Okt. 2007 | Stolperstein für Bernhard Bendix                | |
| Kreuzweg 133 ·           | Walter Bendix                  | Hier wohnte Walter Bendix Jg. 1919 Flucht Südafrika überlebt                                                             | 14. Okt. 2007 | Stolperstein für Walter Bendix                  | |
| Lüdinghauser Straße 5 ·  | Rhea Leeser geb. Zondervan     | Hier wohnte Rhea Leeser geb. Zondervan Jg. 1904 Rückkehr 1938 nach Holland überlebt                                      | 14. Okt. 2007 | Stolperstein für Rhea Leeser geb. Zondervan     | |
| Lüdinghauser Straße 5 ·  | Helga Leeser                   | Hier wohnte Helga Leeser Jg. 1928 Flucht 1938 Holland 1942 versteckt überlebt                                            | 19. Okt. 2005 | Stolperstein für Helga Leeser                   | |
| Lüdinghauser Straße 5 ·  | Hermann Leeser                 | Hier wohnte Hermann Leeser Jg. 1890 Polizeihaft ‘Selbstmordversuch’ tot 13.11.1938                                       | 19. Okt. 2005 | Stolperstein für Hermann Leeser                 | |
| Lüdinghauser Straße 5 ·  | Ingrid Leeser                  | Hier wohnte Ingrid Leeser Jg. 1932 Flucht 1938 Holland 1942 versteckt überlebt                                           | 19. Okt. 2005 | Stolperstein für Rhea Leeser geb. Zondervan     | |
| Lüdinghauser Straße 19 · | Adolf Davidson                 | Hier wohnte Adolf Davidson Jg. 1918 Flucht 1937 Holland überlebt                                                         | 14. Okt. 2007 | Stolperstein für Adolf Davidson                 | |
| Lüdinghauser Straße 19 · | Hermann Davidson               | Hier wohnte Hermann Davidson Jg. 1907 Flucht 1933 Holland deportiert Auschwitz ermordet                                  | 14. Okt. 2007 | Stolperstein für Hermann Davidson               | |
| Lüdinghauser Straße 19 · | Walter Davidson                | Hier wohnte Walter Davidson Jg. 1910 Flucht 1937 Holland deportiert Auschwitz ermordet                                   | 14. Okt. 2007 | Stolperstein für Walter Davidson                | |
| Lüdinghauser Straße 19 · | Martha Johanna Davidson        | Hier wohnte Martha Johanna Davidson Jg. 1911 Flucht 1933 Holland überlebt                                                | 14. Okt. 2007 | Stolperstein für Martha Davidson                | |
| Lüdinghauser Straße 19 · | Isidor Davidson                | Hier wohnte Isidor Davidson Jg. 1879 Flucht 1937 Holland Tod durch Verkehrsunfall 27. Dez. 1939 Zwolle                   | 14. Okt. 2007 | Stolperstein für Isidor Davidson                | Der Stolperstein für Isidor Davidson wurde am 18. April 2023 mit einer geänderten Inschrift neu verlegt. |
| Lüdinghauser Straße 19 · | Berta Davidson geb. Salomon    | Hier wohnte Berta Davidson geb. Salomon Jg. 1875 Flucht 1937 Holland deportiert Sobibor ermordet                         | 14. Okt. 2007 | Stolperstein für Berta Davidson geb. Salomon    | |
| Marktstraße 13 ·         | Liesel Cahn                    | Hier wohnte Liesel Cahn Jg. 1927 Flucht 1938 Argentinien überlebt                                                        | 2. Juni 2008  | Stolperstein für Liesel Cahn                    | |
| Marktstraße 13 ·         | Margot Cahn                    | Hier wohnte Margot Cahn Jg. 1932 Flucht 1938 Argentinien überlebt                                                        | 2. Juni 2008  | Stolperstein für Margot Cahn                    | |
| Marktstraße 13 ·         | Max Cahn                       | Hier wohnte Max Cahn Jg. 1892 gedemütigt/entrechtet Flucht in den Tod 28.3.1933                                          | 2. Juni 2008  | Stolperstein für Max Cahn                       | |
| Marktstraße 13 ·         | Elly Cahn geb. Goldschmidt     | Hier wohnte Elly Cahn geb. Goldschmidt Jg. 1895 Flucht 1938 Argentinien überlebt                                         | 2. Juni 2008  | Stolperstein für Elly Cahn geb. Goldschmidt     | |
| Marktstraße 13 ·         | Rika Goldschmidt geb. Stern    | Hier wohnte Rika Goldschmidt geb. Stern Jg. 1863 Flucht 1938 Argentinien überlebt                                        | 2. Juni 2008  | Stolperstein für Rika Goldschmidt geb. Stern    | |
| Marktstraße 23 ·         | Emma Pins geb. Pagener         | Hier wohnte Emma Pins geb. Pagener Jg. 1861 deportiert Theresienstadt tot 20.3.1943                                      | 2. Juni 2008  | Stolperstein für Emma Pins geb. Pagener         | |
| Marktstraße 35 ·         | Ernst Leeser                   | Hier wohnte Ernst Leeser Jg. 1890 Flucht 1939 Chile                                                                      | 5. Juni 2014  |                                                 | |
| Marktstraße 35 ·         | Anna Leeser geb. Steinberg     | Hier wohnte Anna Leeser geb. Steinberg Jg. 1903 Flucht 1939 Chile                                                        | 5. Juni 2014  |                                                 | |
| Marktstraße 35 ·         | Walter Leeser                  | Hier wohnte Walter Leeser Jg. 1927 Flucht 1939 Chile                                                                     | 5. Juni 2014  |                                                 | |
| Marktstraße 35 ·         | Rolf Leeser                    | Hier wohnte Rolf Leeser Jg. 1931 Flucht 1939 Chile                                                                       | 5. Juni 2014  |                                                 | |
| Münsterstraße 28 ·       | David Dublon                   | Hier wohnte David Dublon Jg. 1866 misshandelt 9.11.1938 tot 6.7.1939                                                     | 19. Okt. 2005 | Stolperstein für David Dublon                   | |
| Münsterstraße 28 ·       | Paula Dublon geb. Goldschmidt  | Hier wohnte Paula Dublon geb. Goldschmidt Jg. 1867 deportiert Minsk für tot erklärt                                      | 19. Okt. 2005 | Stolperstein für Paula Dublon, geb. Goldschmidt | |